# Amanda Waller
Pour les articles homonymes, voir Waller.
Amanda Waller est un personnage de fiction de l'univers de DC Comics. Elle apparaît pour la première fois dans le comics Legends (en) #1 en novembre 1986. Elle a été créée par John Ostrander, Len Wein et John Byrne.

## Biographie fictive
Le passé d'Amanda Blake Waller est assez secret. Il semble qu'elle soit originaire de Chicago dans l'Illinois. Elle a survécu à un accident, qui a coûté la vie à son mari et à l'une de ses filles. Amanda possède un doctorat en science politique.
Amanda fonde ensuite The Agency, une organisation fédérale semi-indépendante de la Task Force X. Harry Stein, ancien du New York City Police Department, est ensuite mis à la tête de l'agence, et la rebaptise Checkmate (en).
Amanda Waller dirige la Suicide Squad avec succès, bien qu'elle s'oppose régulièrement à ses supérieurs de Washington D.C.. Elle propose le leadership de l'équipe à Bronze Tiger.
Ses relations avec les membres de la Suicide Squad sont souvent conflictuelles car tous n'apprécient pas ses méthodes, notamment Captain Boomerang. Outre les frictions avec ses supérieurs et les membres de l'équipe, Amanda est confrontée au scepticisme de certaines personnes qui ne croient pas en la Suicide Squad, comme Batman.
Amanda crée ensuite les Shadow Fighters pour affronter Eclipso. Plus tard, après plusieurs missions à succès, elle intègre le Department of Extranormal Operations, puis est promue Secrétaire des affaires « metahumaines » dans l'administration du Président des États-Unis, Lex Luthor. Le bref mandat de Lex Luthor mène Amanda Waller en prison. Le successeur de Luthor, Jonathan Vincent Horne, demande ensuite à Amanda de prendre la tête de Checkmate (en). L'organisation est fortement meurtrie à la suite de la débâcle du OMAC Project.
Dans la série 52, Amanda demande à Atom Smasher d'organiser une nouvelle Suicide Squad pour combattre Black Adam et ses alliés.
Dans l'arc narratif One Year Later, Amanda est chargée par les Nations unies de tenir le rôle de la Reine Blanche de Checkmate. Mais Amanda est assez perturbée car elle n'a pas de contrôle direct sur les missions. En parallèle, elle continue d'utiliser la Suicide Squad en secret pour servir les intérêts du pays.
Durant Superman/Batman, il est révélé qu'Amanda a acquis de la kryptonite pour créer un groupe anti-Superman appelé Last Line, avec notamment une créature ressemblant à Doomsday surnommée "All-American Boy".

### Renaissance DC
Dans Renaissance DC, Amanda Waller est à la tête de la Suicide Squad. Elle est aussi liée avec la Team 7 (en), une équipe où l'on trouve notamment Black Canary et Deathstroke.
Elle crée ensuite la Ligue de justice d'Amérique. Elle recrute ensuite James Gordon Jr, fils du commissaire Gordon.

## Apparitions dans d'autres médias

### Univers cinématographique DC

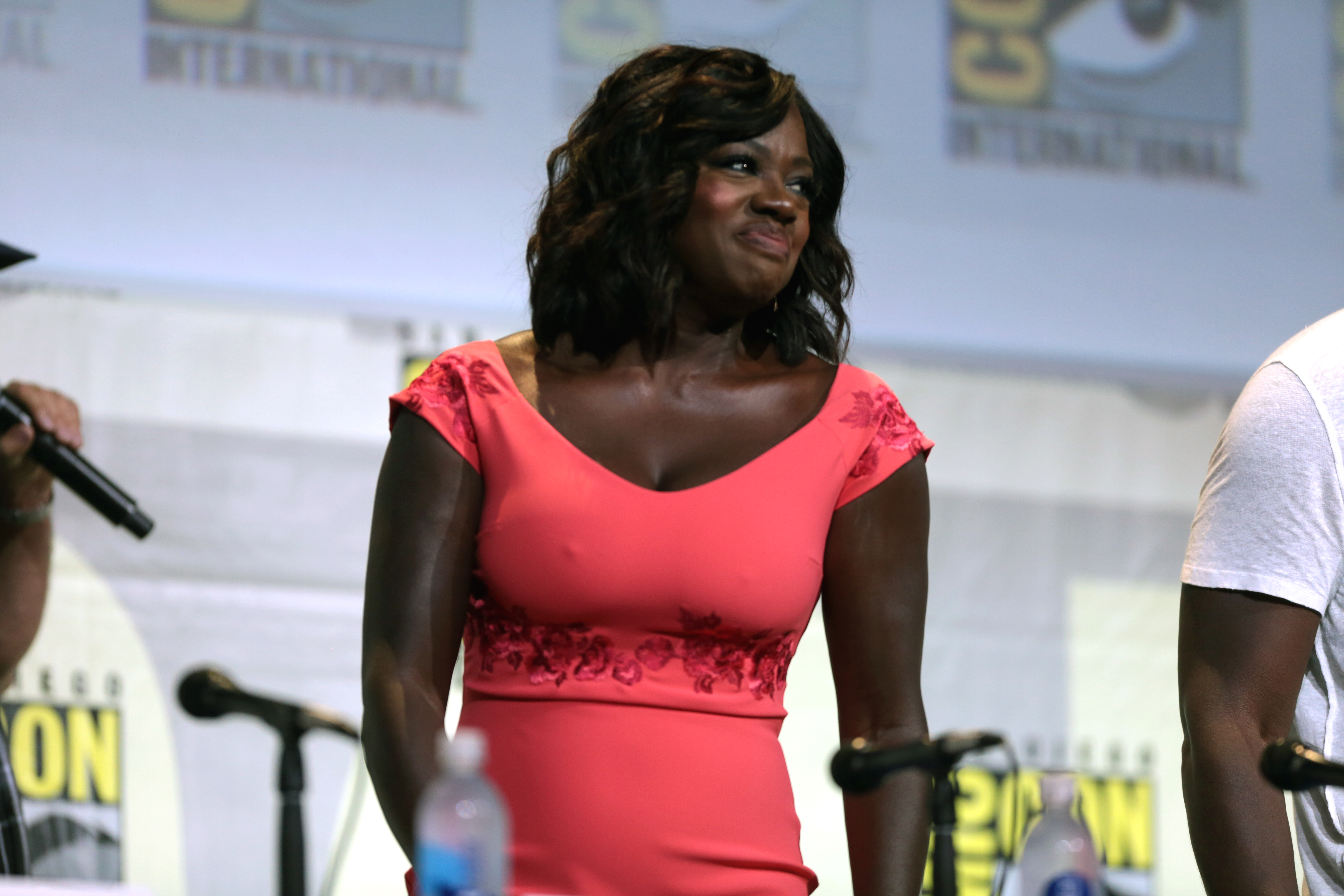
L'actrice Viola Davis incarne le personnage dans l'univers cinématographique DC.

Le personnage est interprété par Viola Davis dans plusieurs films de l'univers cinématographique DC :
- 2016 : Suicide Squad de David Ayer
- 2021 : The Suicide Squad de James Gunn
- 2022 : Black Adam de Jaume Collet-Serra

### Télévision

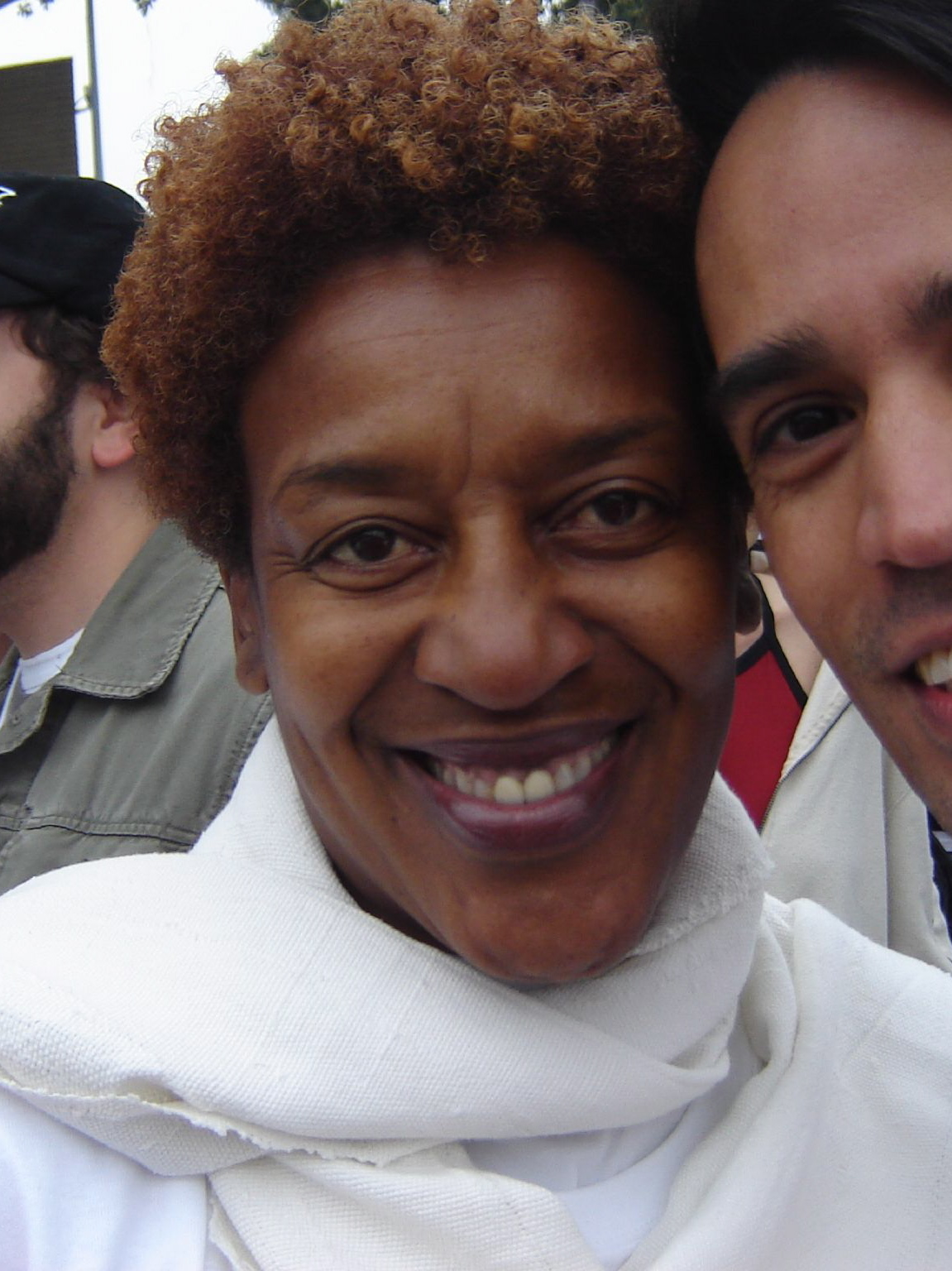
CCH Pounder a prêté plusieurs fois sa voix au personnage dans divers téléfilms, séries d'animation et jeux vidéo

- 2004-2006 : La Ligue des justiciers (Justice League) (série télévisée d'animation) - 9 épisodes, doublée en anglais par CCH Pounder
- 2010 : Smallville (série télévisée) - 3 épisodes de la saison 9, interprétée par Pam Grier
- 2011 : La Ligue des justiciers : Nouvelle Génération (Young Justice) (série télévisée d'animation) - 1 épisode, doublée en anglais par Sheryl Lee Ralph
- 2013-2015 : Arrow (série télévisée), 17 épisodes interprétée par Cynthia Addai-Robinson
- 2014 : Nightwing: Escalation (série télévisée d'animation) - 1 épisode, doublée en anglais par Lisa McCants
- 2015 : DC Super Hero Girls
- 2016 : JL: Gods and Monsters Chronicles
- 2024 : Suicide Squad Isekai (série d'animation), interprétée par Kujira[7]
- 2024 : Creature Commandos (série d'animation), interprétée par Viola Davis

### Cinéma
- 2009 : Superman/Batman : Ennemis publics (Superman/Batman: Public Enemies) (film d'animation) de      Sam Liu, doublée en anglais par CCH Pounder
- 2011 : Green Lantern de Martin Campbell, interprétée par Angela Bassett
- 2014 : Batman : Assaut sur Arkham (Batman: Assault on Arkham) (vidéofilm d'animation) de Jay Oliva et Ethan Spaulding, doublée en anglais par CCH Pounder
- 2015 : La Ligue des justiciers : Dieux et Monstres
- 2018 : Suicide Squad : Le Prix de l'enfer
- 2019 : Batman : Silence

### Jeux vidéo
- 2011 : DC Universe Online, doublée en anglais par Debra Cole
- 2013 : Batman: Arkham Origins, doublée en anglais par CCH Pounder
- 2013 : Batman: Arkham Origins Blackgate, doublée en anglais par CCH Pounder
- 2017 : Batman: The Enemy Within
- 2024 : Suicide Squad : Kill the Justice League